# 투손 컨벤션 센터
투손 컨벤션 센터(Tucson Convention Center)는 미국 애리조나주 투손에 위치한 컨벤션 센터이다. AHL 투손 로드러너스의 홈경기장으로 사용되고 있다.